# William Weldon
Sir William Henry Weldon (1837 – 25 agosto 1919) è stato un araldista inglese.

## Carriera
La carriera di Weldon presso il College of Arms iniziò nel 1870 con la sua nomina come Rouge Dragon Pursuivant of Arms in Ordinary. Questa fu seguita nel 1880 con la nomina a Windsor Herald of Arms in Ordinary.
Fu nominato Norroy King of Arms (1894-1911), quando fu nominato Clarenceux King of Arms (1911-1919). Weldon era tra i più insoliti degli araldi del College of Arms, per aver avuto un circo.

## Matrimonio
Nel 1860 sposò Georgina Thomas, una celebre soprana dilettante dell'epoca vittoriana. Si sposarono ad Aldershot, contro il volere del padre.
Vissero a Tavistock House a Bloomsbury, insieme al compositore francese Charles Gounod. C'erano voci che Gounod e Weldon fossero amanti. Quando Gounod ritornò dalla moglie a Parigi, Weldon rifiutò di restituire i suoi effetti personali. Nel 1863 Weldon ebbe un'amante, la diciannovenne Annie Stanley Dobson, che segretamente divenne la sua compagna per la vita. Sosteneva di essere una vedova e si faceva chiamare Mrs Weldon e gli diede un figlio, Francis Stanley Lowe (1868-1955). Alla morte di sua nonna, Weldon ereditato £10.000 e nel 1870 affittò Tavistock House, che aveva un piccolo teatro che era stato aggiunto da Charles Dickens, un ex residente.
Nel 1875 era stanco del regime orfanotrofio che sua moglie aveva istituito a Tavistock House e il suo crescente interesse per lo spiritismo. Non avendo figli la coppia si separò e diede alla moglie la locazione a Tavistock House e £1000 all'anno come accordo finanziario.
Nel 1878 egli voleva ridurre o fermare questo pagamento e tentò di utilizzare l'interesse di Georgina allo spiritismo per dimostrare che era folle nel tentativo di confinarla in un manicomio, tenuto da L. Forbes Winslow. Georgina venne visitata da due medici che si finsero interessati nel suo orfanotrofio e firmarono l'ordine di follia. Georgina capì che qualcosa non andava e, quando vennero a portarla via con la forza, lei scappò e sfuggì alla cattura. Andò quindi a Bow Street Magistrates' Court a sporgere denuncia per aggressione contro il marito e i medici. Il magistrato simpatizzava con la sua situazione ed era convinto che era sana di mente, ma, secondo legge dell'epoca, una donna sposata non poteva istigare una causa civile contro suo marito. Tuttavia fece pubblicare la sua storia nel tentativo di provocare il marito e i due medici, che citò in giudizio per diffamazione.
Nel 1882 Georgina citò in giudizio il marito per il ripristino dei suoi diritti coniugali, ma egli rifiutò di tornare a Tavistock House, la casa coniugale. Il passaggio dell'atto di proprietà alle donne sposate nel 1882 ha permesso di istigare la causa civile contro il marito che lei aveva voluto perseguire nel 1878.

## Morte
Dopo la morte di sua moglie nel 1914 sposò la sua amante Annie Stanley Lowe. Morì il 25 agosto 1919.